# Хоботница
Хоботница (такође: октопод; Octopus vulgaris) је мекушац из реда Octopoda, који насељава најразличитије делове океана. Постоји 289 врста октопода, што је више од једне трећине свих врста из разреда мекушаца. Карактеристична је по осам пипака по којима је и добила име; рачунајући ове пипке, дужина хоботнице може достићи и до 3 метра. Одлично је прилагођена животу ловца, али и плена, јер има тајно оружје: у телесним наборима крије врећицу с мастилом које испушта кад жели збунити своје непријатеље. Њено врећасто тело крије изразито добро развијен мозак и нервни систем, због чега је хоботница изненађујуће интелигентна морска животиња. 
Главоношци који имају 8 једнаких ручица. На њима се налазе пијавке које су распоређене у један или два низа. Тело им је је кратко, мешколико. Љуштура им је скоро потпуно редукована. Ред обухвата око 200 рецентних врста које су груписане у два подреда: Inciratta и Cirrata. Подред Incirrata обухвата око 180 врста које су груписане у девет фамилија. Врсте овог подреда су широко распрострањене. Већина врста насељава каменита станишта где преко дана мирују, а преко ноћи лове. Хране се раковима и мекушцима. Међу њима има врста које воде рачуна о потомству. Најпознатија врста је хоботница (Octopus). На ручицама има два низа пијавки. Подред Cirrata обухвата око 30 врста које насељавају морске дубине. На ручицама имају један низ пијавки. Те врсте су обухваћене у три фамилије. Већина врсти су ситне, мада међу њима има и врло крупних чак и до 1,5м.

## Морфологија хоботнице
Њихово тело је грађено од:
- Главе, на којој се налазе ручице са пијавкама које опкољавају усни отвор и мишићни левак (infundibulum); вода која улази у плаштану дупљу кроз отвор, који се налази на пределу врата, избацује се нагло кроз левак, што доводи до кретања на млазни погон. Овакав начин кретања је карактеристичан за ову групу животиња. Са стране главе лежи пар крупних очију.

- Вратни регион је узани део који одваја главе од трупа и за њега се прикопчава плашт; у том делу се налази улазни отвор плаштане дупље.

- Трупа, који је обавијен плаштом и у коме је утробна кеса са унутрашњим органима.

- Стопало, иначе присутно код других мекушаца пужева и шкољки је код главоножаца трансформисано у ручице или пијавке (тентакуле), распоређене око усног отвора и левак који отвара у плаштану дупљу.

- Ручице (пипци) и пијавке

Број ручица код усног отвора је 8, 10 или више. Ручице су мишићи и јако покретљиви органи који по себи имају пијавке.
- Љуштура

Једна од најуочљивијих разлика главоножаца је присуство или одсуство љуштуре. Групи без спољашње љуштуре спадају сипе, лигње и хоботнице Они имају унутрашњу, рудименталну љуштуру од кречњака, хрскавице, хитина или је љуштура потпуно одсутна. Хоботнице су без љуштуре. Једини облик са спољашњом спиралном љуштуром је Наутилус.
- Величина тела

Величина тела креће од неколико цм до 20 м. Највећи главоножац је гигантска лигња (Mesonychoteuthis hamiltoni) која може бити дугачка и до 21 м, а уједно је, после неких китова, и највећа морска животиња. Најмањи главоножац је пигмејска лигња (Idiosepius notoides) која је величине нокта.
- Кретање

На леђној страни плашт је срастао са трупом, а на трбушној обрезује плаштану дупљу. У ову дупљу преко отвора који се налази на средини вратног дела, вода улази у плаштану дупљу. При кретању на млазни погон вода улази кроз тај отвор у плаштану дупљу, затим мишићи контрахују, отвор се затвара и вода под притиском излази кроз левак брзином од 32 km/h потискујући животињу у супротном правцу.

## Унутрашња анатомија
- Систем за варење

Главоношци се хране рибама, раковима и другим мекушцима које лове помоћу ручица. Већина на ручицама има пијавке, док код Наутилуса оне не постоје, али су ручице лепљиве захваљујући раду жлезданих ћелија које луче секрет. Ручицама храну приносе до уста и ако је плен крупан раскидају га снажним вилицама (личе на птичији кљун), а ако је ситан гутају га целог. У усној дупљи се налази један (наутилус) или два пара пљувачних жлезди од којих један пар могу да буду отровне (хоботнице, сипе) и радула (trenica) са зубићима за уситњавање хране. Помоћу секрета отровних жлезда они прво умртве плен па га раскомадају. Из усние дупље храна прелази у мишићев једњак који може код неких да буде проширен у вољку (код хоботница). Једњак се наставља на желудац (обложен кутикулом), а од њега црево које обично има облик слова U. Варење се обавља у цреву помоћу секрета жлезде хепатопанкреаса који се улива у црево. Код, хоботница од ректалне жлезде је настала мастиљава кеса.
- Респираторни систем

Главоношци дишу помоћу шкрга које су модификоване ктенидије и налазе се у плаштаној дупљи. Ктенидије личе на чешаљ по чему су и добиле име. Састоје се од једне централне осе кроз доводни и одводни крвни суд и низа многобројних троугластих листића који полазе са обе стране осе. Листици су богато снабдевени крвним судовима. Хоботнице имају један пар шкрга.
Размена гасова се одвија у плаштаној дупљи кроз коју вода стално циркулише. Вода улази кроз отвор на плаштаној дупљи у пределу врата, а излази кроз левак па осим сто учествује у кретању омогућује дисање.
- Крвни систем

Крвни систем им је најбоље развијен међу мекушцима. У литератури се могу наћи различити подаци о томе да ли припада отвореном или затвореном типу. Крв углавном тече кроз артерије, вене и капиларе, а лакунарни систем (шупљине у које се крв излива ван крвних судова) је је значајно редукован. У вези са редукацијом лакунарног система стоји величина целома који је код њих пространији него код осталих мекушаца. Целом обухвата перикардијалну (околосрчну) дупљу у којој је смештено срце и перивисцеларни простор. Имају већи број срца при чему је једно централно (пумпа оксидовану крв у тело), а остала се налазе у шкржним венама (има их онолико колико и шкрга и омогућавају довођење редуковане крви до шкрга).
Централно, телесно срце се састоји од једне коморе и више преткомора (број преткомора зависи од броја шкрга). Оксидована крв из шкрга одводним венама доспева до преткомора. Из преткомора крв прелази у комору, а од ње полази аорта и њена грана (завршавају се капиларима) које разносе оксидовану крв до свих делова тела. Редукована крв (кисеоник је предат ћелијама) се доводни шкржним венама која имају срца доводе у шкрге. У шкргама се врши оксидација крви која се затим одводним венама води у преткоморе.
Крвни пигмент је hemocijanin, чији је састојак бакар па везивањем за овај пигмент крв постаје плаве боје.
- Систем за излучивање

Одстрањивање непотребних продукта метаболизма врши се преко метанефридија (хефридија) које су у облику изувијаних цевчица. Једним крајем нефридије пролазе од целома (перикардијалне дупље), а другим крајем се преко нефридиопоре изливају у плаштану дупљу. Њихов број зависи од доводних шкржних вена. Тако хоботнице имају један пар нефридија. На нефридијама се налазе крупне реналне кесе. Вене које доводе крв до шкрга пре него што уђу у шкржна срца пролази кроз реналне кесе и ту крв ослобађа крајњи производ метаболизма. 
- Нервни систем

Имају веома добро развијен нервни систем, најсложенији међу бескичмењацима. Добро развијена чула и нервни систем омогућавају развој интелигенције па се зато сматрају најинтелигентнијим бескичмењацима. Имају врло сложено социјално понашање које је доста истраживано.
Ганглије су сконцентрисане у мождану масу, а имају и систем гигантских моторних неурона. Моторни неурони су задужени за усклађивање контракције мишића који покрећу ручице и плашт.
Мозак је изненађујуће велик за бескичмењака и налази се око једњака и заштићен је хрскавичном чахуром. Главоношци су једини међу бескичмењацима који имају хрскавицу. Мозак (мождана маса) настаје спајањем свих ганглија осим једних плаштаних.
- Чулни органи

Главоношци имају добро развијене чулне органе, поготово очи. На ручицама се налазе тактилне и хеморецепторне ћелије, које реагују на додир хемијске дражи па их користе за истраживање околине. Као органи чула мириса функционишу осфрадије, налазе се у основуи шкрга и пар мирисних јама, испод очију. Помоћу њих хоботнице могу да осете плен на растојању од 1,5 м.
У хрскавичној чахури, која опкољава мозак, налазе се парни статоцисти (бочно са сваке стране) помоћу којих одржавају равнотежу, положај тела за лов, бежање од непријатеља, проналажење партнера и све друге животне активности. Када јој се уклоне један или оба статоциста животиња не може да плива него се само премешта са места на место. Статоцисти одговарају вестибуларном апарату кичмењака који је смештен у унутрашњем уху. Статоцити су мехурастог облика, испуњене су течношћу у којој лебде кристали калцијум-карбоната (статолити) и додирују чулне длачице које су у вези са нервном ћелијом. При промени положаја тела мења се положај статолита који при томе надражују чулне ћелије. Организам тада реагује компензационим покретима који враћају тело у нормалан равнотежни положај.
Чуло вида им је јако развијено. Њихове очи су парне, мехурасте, сложене као и очи кичмењака иако међусобно нису хомологи органи. У односу на величину тела њихове очи су велике и постављене бочно на глави. Имају дуживо, зеницу и сочиво док рожњача није обавезан део ока. Хоботнице су једини главоношци чије је око заштићено потпуно рожњачом. Код хоботница је отвор дужица правоугаоног облика.

## Механизми одбране
Први корак у одбрани од предатора је уклапање у околину чиме постају невидљиве за непријатеље (хоботнице су у томе посебно веште). Ако ипак буду откривене, онда се укључују и други механизми одбране. Многе врсте међу главоношцима имају мастиљаву кесу из које, у случају када се осете угроженима, избацују црно обојени пигмент меланин који замагљује поглед предатору. Осим пигмента мастило садржи и материје које блокирају чула мириса предатора те му отежавају проналажење хоботнице. Осим тога тело мекушаца је меко и еластично па се могу увући у различите тунеле и пећине и ту се сакрити. Када све наведено није успело у одбрани од предатора, главоножац може да одбаци пипак и ослободи се нападача. Изгубљени пипак се касније врло успешно обнови (регенерација). Такође бране се уједом и лучењем отровне пљувачке која углавном служи да се плен паралише, али може послужити и за одбрану.
- Промена боја тела – мимикрија

У телесном зиду главоножаца налазе се хроматофоре, пигментне ћелије за које су причвршћени специјализовани мишићи. Контракцијама и опуштањем тих мишића хроматофоре се шире и заокругљују, што омогућава брзу промену боје и облика тела. Хроматофоре су густо сконцентрисане па их на површини тела може бити и до 200. Захваљујући контракцијом и опуштањем обојених хроматофора, које ослобађају различиту количину пигмента (црног, црвеног, жутог, плавог и наранџастог) ове животиње могу јако брзо да промене боју тела, да потамне или посветле чиме постижу камуфлажу, уклапање у околину или имитирају друге животиње (мимикрија). Многе врсте које живе на великим дубинама имају способност луминисценције, производе светлост или самостално или уз помоћ симбиотских бактерија.
Најинтересантнија хоботница са способношћу мимикрије је свакако врста која живи у Индонезији, Thaumoctopus mimicus. То је мала хоботница, дужине око 60 cm са пипцима дугачким око 25 cm и њена природна боја је светло-беж. Може да имитира чак 15 различитих животиња зависно од тога да ли треба да се сакрије од предатора или да их уплаши. Може да имитира морску змију, морске пужеве, медузу, звезде и др.

## Начин живљења
Хоботница је важан становник морског дна где живи на стеновитим обалама и већину времена проводи у рупама или распуклинама стена у плиткој води. Каткад краковима преноси камење и гради неку врсту „утврђења“ на морском дну. Хоботница се креће пливајући или пузећи по дну на врховима кракова, а при бегу се креће уназад. По могућности се повлачи увек у исто склониште. Склониште се препознаје по уредно наслаганом већем и мањем камењу испред рупе. Могу се скривати у поломљеним боцама, гумама од аутомобила, пукотинама у стени, морској трави итд. Хоботница без обзира колика је она се провлачи у јако мале просторе. Може проћи било где куда пролази њена чељуст остали делови тела су еластични и пролазе кроз пролаз. Мужјак се од женке разликује по нешто већим пријањалкама.
Дању хоботница већину времена проводи у свом скровишту и притом посматра околину. Њене велике очи с капцима прилагођене су пригушеном светлу под водом, па могу разазнати гибања и препознати структуре.
Хоботница је осетљива на хладноћу и због тога многе од њих угину зими у плитким пределима уз обалу због ниских температура мора. Хоботница умочена у слатку воду угине за неколико секунди.
Хоботница не може да живи ни у превише топлој води и загађеној. Тако знамо да је чиста вода ако је настањују хоботнице.
Никада се не крећу по групама негу увек појединачно. Дешава се да често долази до сукоба између две хоботнице око склоништа. Борбу губи слабија хоботница и мања и мора да напусти склониште.
Према новом истраживању, утврђено је да хоботнице могу да осете психолошки бол на сличан начин као сисари.

## Прехрана и начин лова
Као и већина подводних ловаца, и хоботница излази из свог скровишта тек кад се смрачи, те одлази у потрагу за храном. Њена омиљена храна су ракови, раковице и шкољке. Иако је хоботница одличан пливач, свој плен најчешће лови примењујући лукавство. Може мењати боју тела и тако се прилагодити околини. Лежећи маскирана на морском дну, посматраће околину и јурнути на неопрезног „пролазника“, те га омамити својим нервним отровом. Њени дуги и снажни кракови растегљиви су и опремљени двама редовима пријањалки, којима хоботница може чврсто држати и клизав плен.
Ако је њена жртва неки мекушац с тврдом љуштуром, хоботница ће разбити љуштуру својим „папагајским кљуном“ тј. чељустима сличним кљуну. Када жели да улови неки много опаснији плен, као што је на пример јастог, служи се лукавијом методом. Најпре у воду испусти облак мастила и тако смањи видљивост, а затим се кроз тај облак опрезно приближи јастогу и зграби га са стражње стране како овај не би могао употребити своја клешта за одбрану.

## Непријатељи и одбрана
У непријатеље хоботнице убрајају се угори, делфини и морски пси, којима је она честа храна. Ако је могуће, хоботница ће им побећи највећом могућом брзином помоћу свог „млазног погона“ па ће избацити мастило. Хоботница, осим тога, има способност да се провуче кроз врло мале отворе кроз које је непријатељи не могу да је следе па остају збуњени испред њеног склоништа.
Својом способношћу да се бојом у потпуности прилагоди околини хоботница, међутим, већ унапред спречава да је неко открије. Она пигменте боје у својој кожи може да распореди по жељи, може их на неким местима згуснути, на некима разредити, или обликовати у пруге и шаре који су у складу са околином.
Најефикаснија одбрамбена метода јесте она иста коју користи и у лову. Ако је неко следи, хоботница ће испустити у воду велик облак мастила. Истовремено испушта и материју која умртвљује чуло мириса противника тако да он више неће бити у стању да је пронађе.
Мора се споменути и „отровни зуб“ који се налази у средишту где израстају кракови, испод хоботнице. Риболовци пазе да тај зуб уклоне када улове хоботницу да не настрадају.

## Размножавање
Са изузетком неколико врста, главоношци су одвојених полова. Мушки полни систем се састоји од тестиса око којих полазе јако изувијани каналићи до везикуле (vezikula seminalis) у којој се образују сперматофоре (пакетићи слепљених сперматозоида).
Женски полни систем се састоји од јајника (оваријум) од којих полази један или два јајовода. Полни одводи се код оба пола изливају у плаштану дупљу па сазреле полне ћелије ту доспевају. Оплођење је унутрашње, одвија се у плаштаној дупљи.
Једна или више од ручица мужјака, хектокотилизоване ручице, прилагођена је за копулацију. Мужјак те ручице увлачи у сопствену плаштану дупљу и захвата сперматофоре, а затим их увлачи у плаштану дупљу женке у којој су јајне ћелије. После упијања у сперматофорама се активира неки механизам којим се сперматозоиди распше по јајним ћелијама и оплоде их. Око оплођених јајних ћелија нидаменталне жлезде излуче чврсту љуштуру. Женке полажу јаја појединачно или у групама. Женке хоботнице воде бригу о положеним јајима.